# Гримальди, Пьерфранко
Пьер Франческо Гримальди (итал. Pier Francesco Grimaldi; Генуя,1715 — Генуя, 1791) — дож Генуэзской республики.

## Биография
Родился в Генуе в 1715 году. Сын дожа Джамбаттисты Гримальди, двоюродный брат дожа Джованни Джакомо Гримальди. Был вписан в Золотую книгу генуэзской знати 28 марта 1735 года.  
Первоначально посвятил себя военной карьере. В 35 лет стал инспектором батальона на Корсике, где он командовал 667 солдатами. В событиях 1746 года, во время восстания Балиллы, противостоял австрийцам в качестве генерального комиссара Ривьера-ди-Леванте, вместе с братом Франческо Гримальди. 
В 1756 году был избран одним из пяти членов магистрата войны, а в 1772 году был избран инквизитором государства.

### Правление и последние годы
После отречения дожа Фердинандо Спинолы Гримальди был избран новым дожем 26 января 1773 года, 174 голосами из 324, 173-м в истории республики. 
Незадолго до его избрания указом Сената были ограничены расходы на выборы и коронацию дожа, учитывая падение доходов республики. Историк Ачинелли сообщает, что было сокращено время для коронации и приема, а время торжеств было ограничено восемью днями. Дож дал клятву в соборе Сан-Лоренцо, церемонию вел иезуит и кардинал архиепископ Джироламо Дураццо. Банкет был скромен, на него были приглашены лишь 17 сенаторов и еще 19 гостей. Кроме того, вместо традиционных пятидесяти пушечных выстрелов было произведено всего тридцать.
Дож долгое время сопротивлялся секуляризации доходов ордена иезуитов, провозглашенной в то время церковью: иезуиты поддерживали дожа и генуэзскую аристократию. Генуя оказалась последним городом в Италии, который принял закон о секуляризации доходов иезуитов.
С папского разрешения было ограничено право на неприкосновенность церквей для преступников, которое теперь действовало только в пределах двух церквей - святого Стефана и Святой Марии в порту Сан-Томмазо.
К концу мандата Гримальди заболел, был на грани смерти, но поправился. Он попросил разрешения на переезд в Ксербино, во дворец Франческо Мария Бальби, где воздух был чище. Согласно генуэзским законам, дож не должен был покидать Дворец дожей, но Сенат все-таки удовлетворил просьбу Гримальди о переезде в Ксербино. Там он прожил около месяца. Дож выздоровел, но все еще мучился от подагры, тем не менее вернулся в столицу 5 августа.
Его мандат завершился 26 января 1775 года, после чего он продолжил государственную карьеру. В 1776 году Пьер Франческо был деканом магистрата войны. Позже он работал много лет в совете флота и был деканом магистрата судоустройства, ведал сбором налогов. В последние годы своей жизни он был назначен членом совета по делам религии и служил инквизитором.
Он умер в Генуе в 1791 году. Был похоронен в церкви Св. Амвросия, в семейном склепе.

### Личная жизнь
Был женат на Джулии Дураццо, дочери Джузеппе Дураццо, от которой имел четверых детей: Лиллу, вышедшую замуж за Джорджо Дориа; Джузеппе, женившегося на Клелии Дураццо, родственнице матери; Джованни Баттисту, женившегося на Лилле Гримальдо; Терезу, вышедшую замуж за Джакомо Спинолу.